# Comuna Makiv, Dunaiivți
Makiv (în ucraineană Маків) este o comună în raionul Dunaiivți, regiunea Hmelnîțkîi, Ucraina, formată din satele Makiv (reședința), Șatava, Slobidka-Rahnivska și Slobidka-Zalisețka.

## Demografie
Componența lingvistică a comunei Makiv
     Ucraineană (98,55%)
     Rusă (1,22%)
     Alte limbi (0,09%)
Conform recensământului din 2001, majoritatea populației comunei Makiv era vorbitoare de ucraineană (98,55%), existând în minoritate și vorbitori de rusă (1,22%).